# Tetrapteris
Tetrapteris là một chi thực vật có hoa trong họ Malpighiaceae.

## Loài
Chi Tetrapteris gồm các loài: